# 森下勢津子
森下 勢津子（もりした せつこ、1947年〈昭和22年〉3月2日 - ）は、元秋田放送アナウンサーでアナウンス部参事。
秋田県秋田市出身。共立女子短期大学国語専攻卒業。

## 経歴
小学校6年生の時に秋田市の児童朗読コンクールで1位になり、それからアナウンサーを志望するようになった。1967年4月入社。入社したばかりの頃は、VTR編集技術がまだ途上だったという事情もあり、30分番組の編集が1日かかった時もあって泣き出したこともあったという。
2006年3月31日をもって定年退職した。

## 出演

### テレビ番組
天気予報など

### ラジオ番組
- ABSサンサンモーニング

### CM
- 吾作ラーメン(海外旅行バージョンのナレーション)
- 秋田県立スケート場(オープンのお知らせ)

## 関連
- TBS系テレビ・「ぴったんこカン・カン」の取材に対しても出演。（2005年5月31日放送分。伊藤綾子のお見合い企画に関して）